# Сіпарая чорночерева
Сіпарая чорночерева (Aethopyga magnifica) — вид горобцеподібних птахів родини нектаркових (Nectariniidae). Ендемік Філіппін. Вважався підвидом червоної сіпараї (Aethopyga siparaja), однак за результатами молекулярно-гентичного дослідження, проведеного Хоснером і іншими дослідниками в 2013 році був визнаний окремим видом.

## Поширення і екологія
Чорночереві сіпараї мешкають на західних і центральних філіппінських островах, таких як Таблас, Сібуян, Панай, Гуймарас, та на деяких інших. Живуть в тропічних і субтропічних вологих лісах, в мангрових лісах і на болотах, на пасовиськах, в парках і садах.